# Steinsdorfstraße
Die Steinsdorfstraße ist eine Innerortsstraße im Stadtbezirk Altstadt-Lehel (Stadtteil Lehel) von München.

## Verlauf
Die Straße liegt am Ostrand des Lehels. Sie führt in nördlicher Verlängerung der Erhardtstraße als Teil der Isarparallele von der Zweibrückenstraße am linken Isarufer entlang nach Norden und geht an der Maximilianstraße in die Widenmayerstraße über. Die Straße bildet einen Teil der einst geplanten Isarparallele, die den Nordast des Mittleren Rings mit dessen Südast bei der Brudermühlbrücke verbinden und dabei dem orographisch linken Isarufer folgen sollte. Der Ausbau dieser Parallele als innerstädtische Schnellstraße, die eine mehrspurige, an allen Brücken unterführte Stadtautobahn am Westufer der Isar werden sollte, konnte gestoppt werden. Anders als die nördlich anschließende Widenmayerstraße besitzt die Steinsdorfstraße Zweirichtungsverkehr.

## Öffentlicher Verkehr
Die Steinsdorfstraße selbst weist keine öffentlichen Verkehrsmittel auf, jedoch fährt durch die parallel westlich verlaufende Thierschstraße die Münchener Straßenbahn (vom Isartorplatz zum Max-II-Denkmal). Auch die Maximilianstraße wird von der Straßenbahn bedient. In der Nähe liegt die S-Bahn-Station Isartor. Die S-Bahn-Stammstrecke unterquert die Steinsdorfstraße und östlich von ihr die Isar.

## Namensgeber
Die Straße ist nach dem Ersten Bürgermeister Kaspar von Steinsdorf (1797–1879) benannt.

## Charakteristik
Die Münchner Häuserliste bezeichnet die Steinsdorfstraße als zusammen mit dem Mariannenplatz städtebaulich bedeutende Anlage am Isarkai mit aufwendigen Mietshäusern. Ähnlich wie die Widenmayerstraße bildet der Nordteil einen besonders repräsentativen Teil der Isarkaibebauung, der durch die Lukaskirche noch akzentuiert wird. Die Nummerierung beginnt im Norden bei der Maximilianstraße.

## Geschichte
Seit 1878 hieß die Straße Quaistraße, zuvor war sie als Floßstraße bekannt. Der Nordteil wurde ab 1880, der Südteil in den 1890er Jahren bebaut. Im Südteil nach Kriegszerstörung Nachkriegsbebauung.

## Gebäude

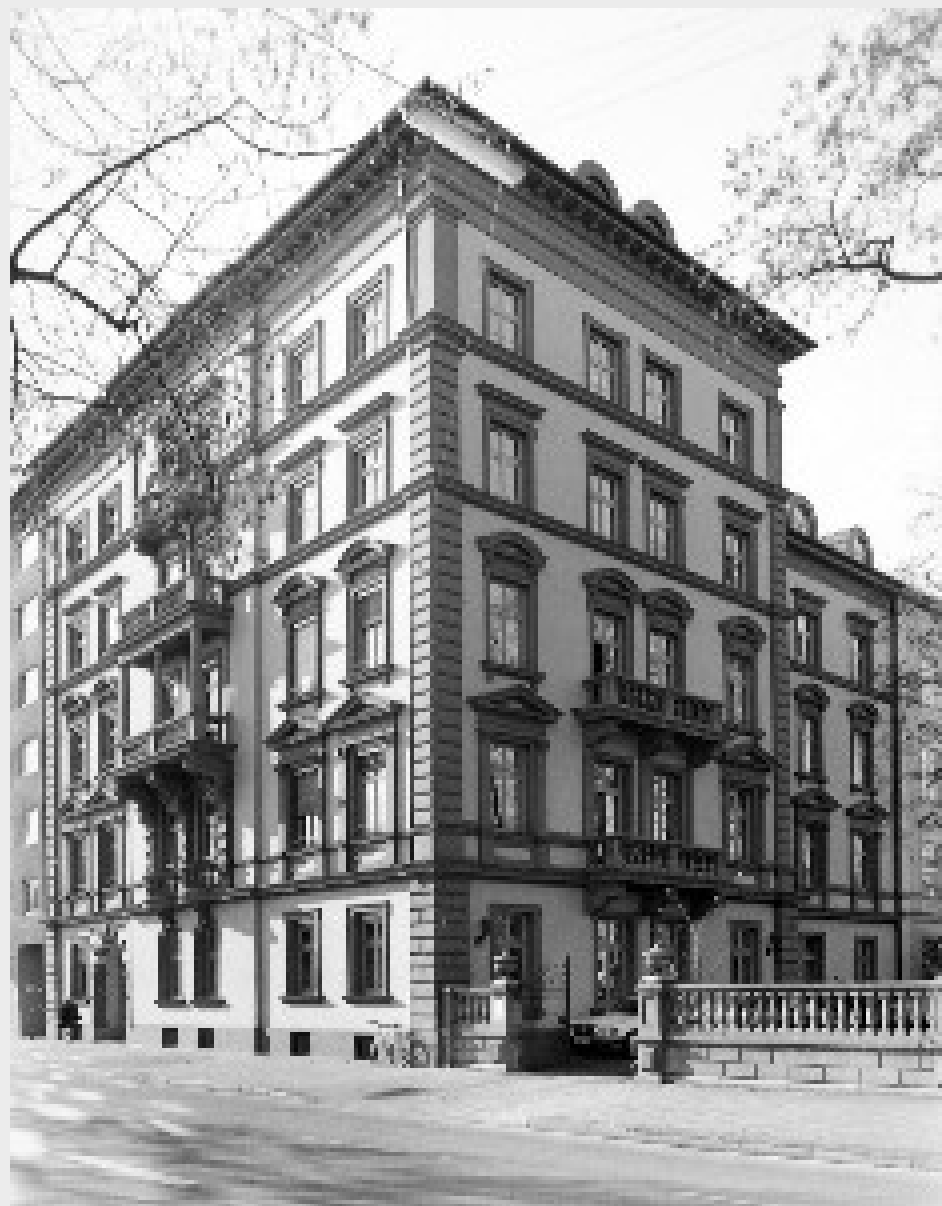
Steinsdorfstraße 1

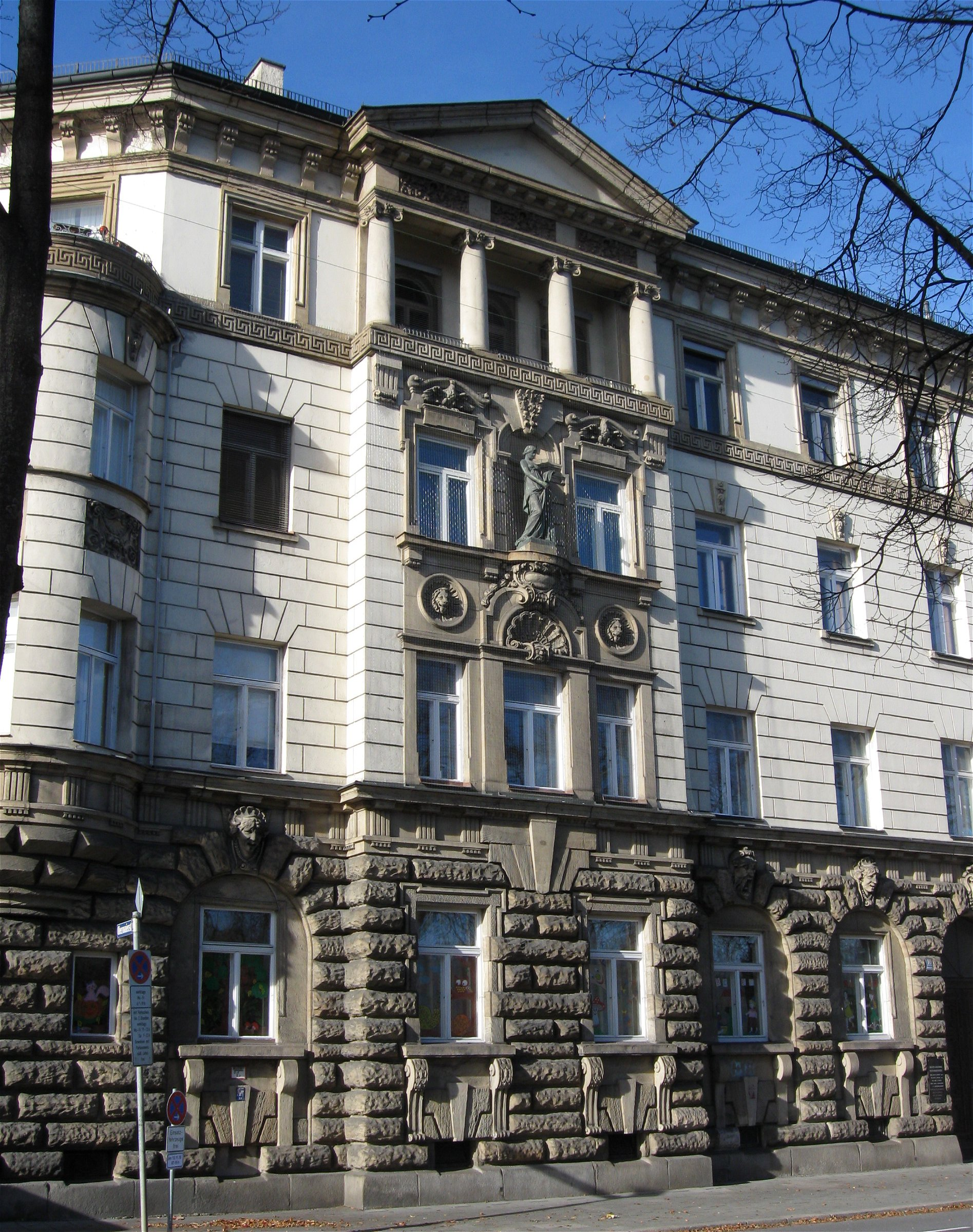
Steinsdorfstraße 10

- Steinsdorfstraße 1 (heute Maximilianstraße 58): Neurenaissance-Eckhaus, 1880/81 von Max Häusler, bildete ursprünglich eine Gruppe mit Maximilianstraße 54/56. Ehemalig wohnhaft dort der Maler Rudolf Reschreiter.
- Steinsdorfstraße 8: Teilweise vereinfachtes Neurenaissance-Eckhaus der frühen 1880er Jahre, wichtig  für das Ensemble Mariannenplatz
- Steinsdorfstraße 10: Mietshaus, repräsentativer, breitgelagerter Mietshausblock, neubarock, mit Erdgeschoss in Naturstein-Rustika, Eckerkern und reichem plastischem Dekor an den Risaliten, 1893–1894 von Albin Lincke und Carl Vent; hofseitig Wandbrunnen; gehört mit Mariannenplatz 4 zusammen; vgl. auch das Ensemble Platzfolge Lehel
- Steinsdorfstraße 12: Mietshaus, neubarocker Eckbau mit Kuppelturm, Erker und prächtigem Balkongitter, 1891–1894 von Georg Meister; Teil einer symmetrischen, repräsentativen Baugruppe mit Nr. 13 und 14
- Steinsdorfstraße 13: Mietshaus, neubarock, mit zwei Erkern, 1891–1894 von Georg Meister; erhöhter Mittelteil einer symmetrischen, repräsentativen Baugruppe mit Nr. 12 und 14
- Steinsdorfstraße 14: Mietshaus, neubarocker Eckbau mit Kuppelturm und Erker, 1891–1894 von Georg Meister; Teil einer symmetrischen, repräsentativen Baugruppe mit Nr. 12 und 13. Bis 1886 stand hier die Flößerwirtschaft Zum Grünen Baum, an die eine Gedenktafel erinnert.

### In der Nähe

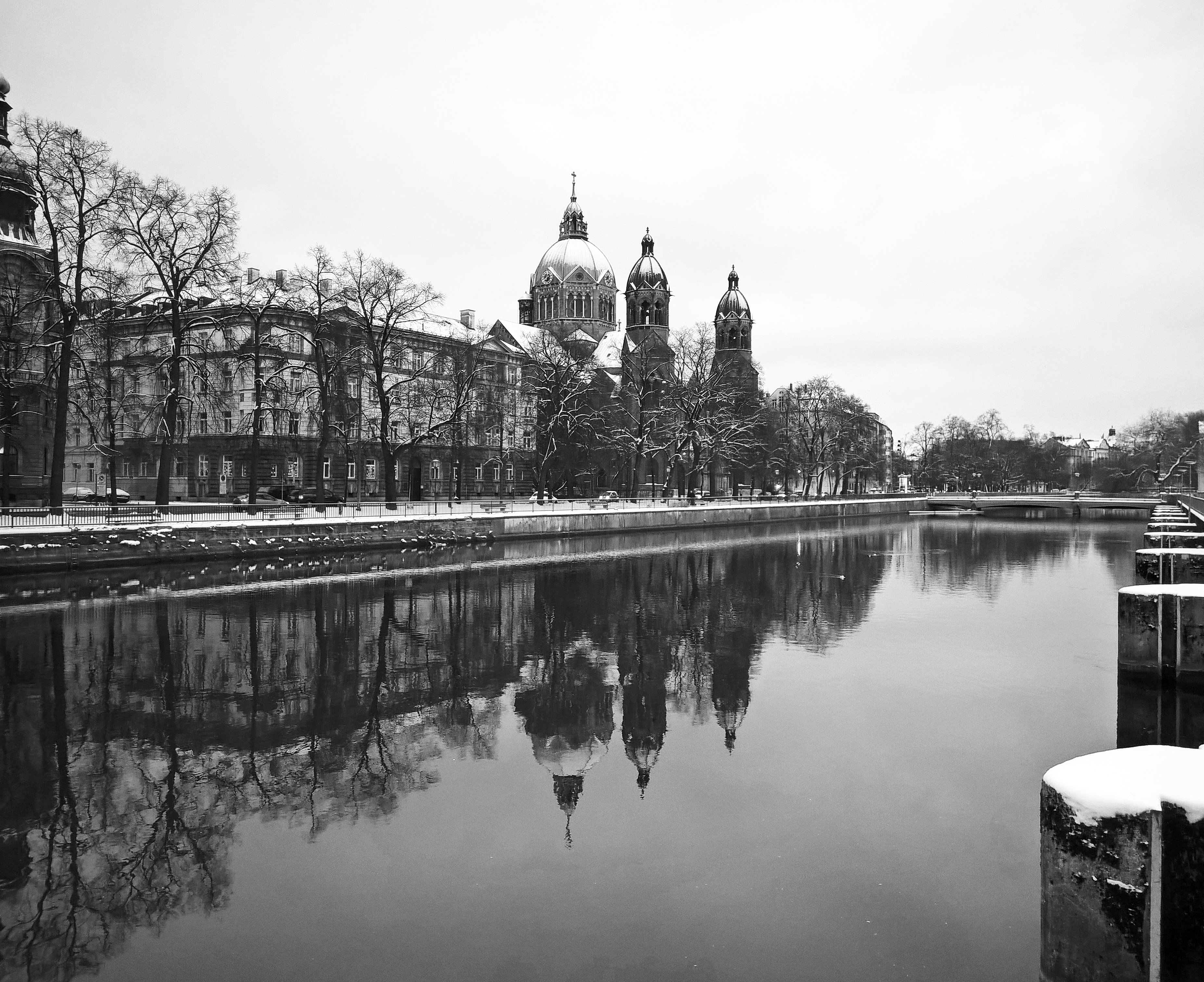
Isarkaibebauung an der Steinsdorfstraße mit St.-Lukas-Kirche

- Mariannenplatz 3: Evang.-luth. Pfarrkirche St. Lukas. monumentaler Zentralbau mit Kuppel im romanisch-gotischen Übergangsstil, 1893–1896 von Albert Schmidt
- Mariannenplatz 4: Mietshaus, neubarock mit reichem plastischem Dekor, zum Teil in Haustein, 1893–1894 von Albin Lincke und Carl Vent; bildet eine gestalterische Einheit mit dem Block Steinsdorfstraße 10.